# Peter Crouch
Peter James Crouch (ur. 30 stycznia 1981 w Macclesfield) – angielski piłkarz występujący na pozycji napastnika.

## Młodość
Urodził się w Macclesfield, potem jego rodzina przeprowadziła się do Londynu. Kiedy Peter Crouch miał rok wraz z rodzicami przeniósł się do Singapuru, ale trzy lata później wrócił do Londynu. Już we wczesnym wieku zaczął interesować się piłką nożną. Razem z ojcem chodzili na mecze Chelsea F.C. Gdy miał 8 lat rodzina wyprowadziła się z Anglii na rok do Francji.

## Kariera
W sezonie 2004/2005 zdobył 16 bramek w 24 spotkaniach ligowych. Zdążył też zadebiutować w reprezentacji Anglii.
W 2011 roku został napastnikiem klubu Stoke City, do którego trafił 31 sierpnia 2011 z Tottenhamu Hotspur za 10 milionów funtów.
Jego atutem jest wzrost – 201 cm, dzięki czemu ma wysoką skuteczność w zdobywaniu bramek głową.

## Przezwiska
Jego fani i media zaczęły nadawać mu różne przezwiska, takie jak „RoboCrouch”, „Crouchinho” (co w języku portugalskim znaczyło: mały Crouch).
Poza wzrostem, jego znakiem rozpoznawczym jest taniec robota wykonywany po zdobyciu bramki.